# Mont-près-Chambord
Mont-près-Chambord település Franciaországban, Loir-et-Cher megyében. Lakosainak száma 3360 fő (2022. január 1.). Mont-près-Chambord Cellettes, Cour-Cheverny, Huisseau-sur-Cosson, Tour-en-Sologne és Vineuil községekkel határos.

## Népesség
A település népességének változása:
| Lakosok száma | 1261 | 2413 | 2786 | 3216 | 3217 | 3244 | 3297 | 3311 | 3309 | 3360 |
|               | 1968 | 1982 | 1990 | 2006 | 2013 | 2015 | 2017 | 2019 | 2020 | 2022 |